# Forças Armadas da Transnistria
As Forças Armadas da República Moldava Peridniestriana (romeno: Forțele armate ale Republicii Moldovenești Nistrene; moldavo cirílico: Форцеле армате але Републичий Молдовенешть Нистрене; russo: Вооружённые силы Приднестровской Мольдавской Республики; ucraniano: Бройни сили Приднестровская Мольдавская Республики) são as forças militares do Estado não reconhecido da Transnístria. As Forças Armadas estão sob a liderança do Ministério da Defesa. As Forças Armadas foram criadas em 6 de setembro de 1991 para manter a soberania e independência da República Moldava Peridniestriana (RMP), de acordo com o Artigo 11 da Constituição da República.

## História
Em 6 de setembro de 1991, o Soviete Supremo da Transnístria adotou uma resolução que pedia a formação de uma unidade militar da Transnístria. Como resultado, a Guarda Republicana da Transnístria (em russo: Республиканская гвардия ПМР) foi formada. Era a contraparte direta da Guarda Republicana da República da Moldávia (em romeno: Garda Republicană). Ambos foram os predecessores das forças armadas de seus respectivos países. Em seu primeiro grande conflito, a guarda repeliu as tropas moldavas da cidade de Dubăsariem dezembro de 1991. No final de 1991, a formação organizacional das Forças Armadas da Transnístria estava geralmente concluída. Pouco depois da eclosão da Guerra da Transnístria, em março de 1992, foi criada a Milícia do Povo, tendo sido apoiada e armada pelo 14º Exército de Guardas das Forças Armadas Russas. No final de 1992, todas as estruturas principais do Ministério da Defesa e do Estado-Maior estavam formadas, incluindo unidades militares individuais, agências governamentais e serviços especializados. Em 14 de março de 1993, o pessoal das novas forças armadas fez o juramento militar de fidelidade para o país. A partir de 2021, a Transnístria está equipada principalmente com equipamentos da era soviética, incluindo o tanque T-64BV, que ainda é bastante capaz, visto que a Moldávia não possui nenhum tanque. Os veículos de combate de infantaria são os BMP-1 e BMP-2 com pelo menos 15 em serviço em 2021. Os APCs incluem a família BTR de APCs, bem como mais de 70 veículos MT-LBs, GT-MU e BTRG-127. Caminhões são tipicamente pós-soviéticos, caminhões Ural-375, GAZ-66 e Zil-131 constituem a espinha dorsal da logística. A artilharia de foguetes é muito importante para as Forças Armadas, dado o número limitado de artilharia convencional que a Transnístria possui. Os lançadores de foguetes incluem o sistema Grad, alguns dos quais foram colocados em caminhões ZIL-131. A Transnístria também possui uma indústria doméstica de lançadores de foguetes que construiu os lançadores de foguetes Pribor-1 e Pribor-2 com 20 tubos e 48 tubos, respectivamente, ambos os sistemas são de calibre 122mm. A Transnístria tem uma pequena indústria doméstica de drones que produz drones de reconhecimento para os militares desde pelo menos 2019. Eles foram usados em conjunto com os sistemas de lançamento de foguetes Pribor-2 em exercícios para aumentar a precisão dos foguetes por meio de direcionamento de drones.

## Estrutura
As forças armadas são compostas por 4.500 a 5.500 militares da ativa (com 15.000 a 20.000 efetivos na reserva).
Por ordem de precedência, a atual chefia militar é composta por:

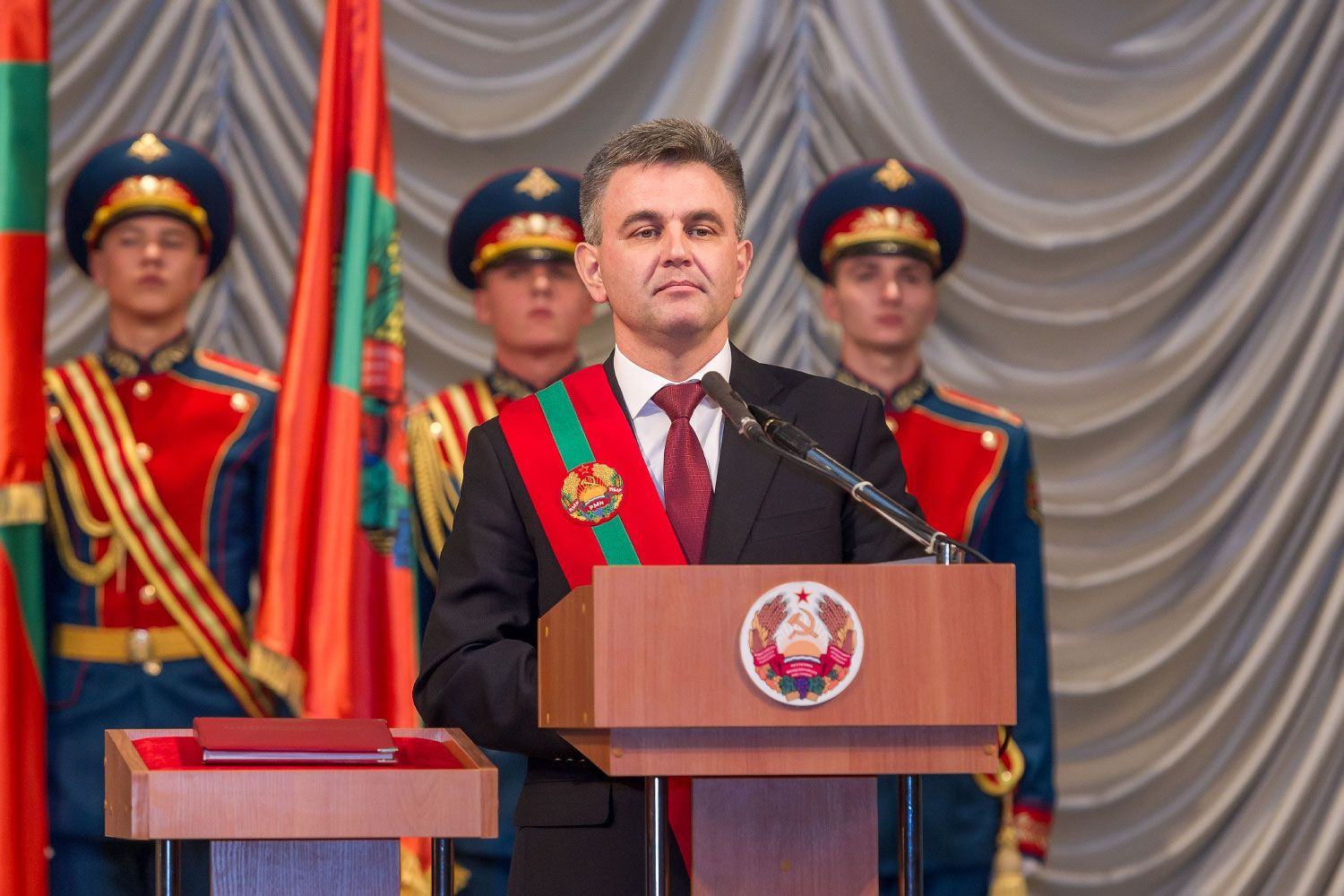
Presidente Vadim Krasnoselski

- Presidente Vadim KrasnoselskiPresidente da Transnístria / Comandante-em-Chefe - Presidente da Transnístria Vadim Krasnoselski.
- Ministro da Defesa – Major General Oleg Obruchkov.
- Chefe do Estado-Maior – Coronel Sergei Gerasyutenko.

### Unidades

#### Exército Regular

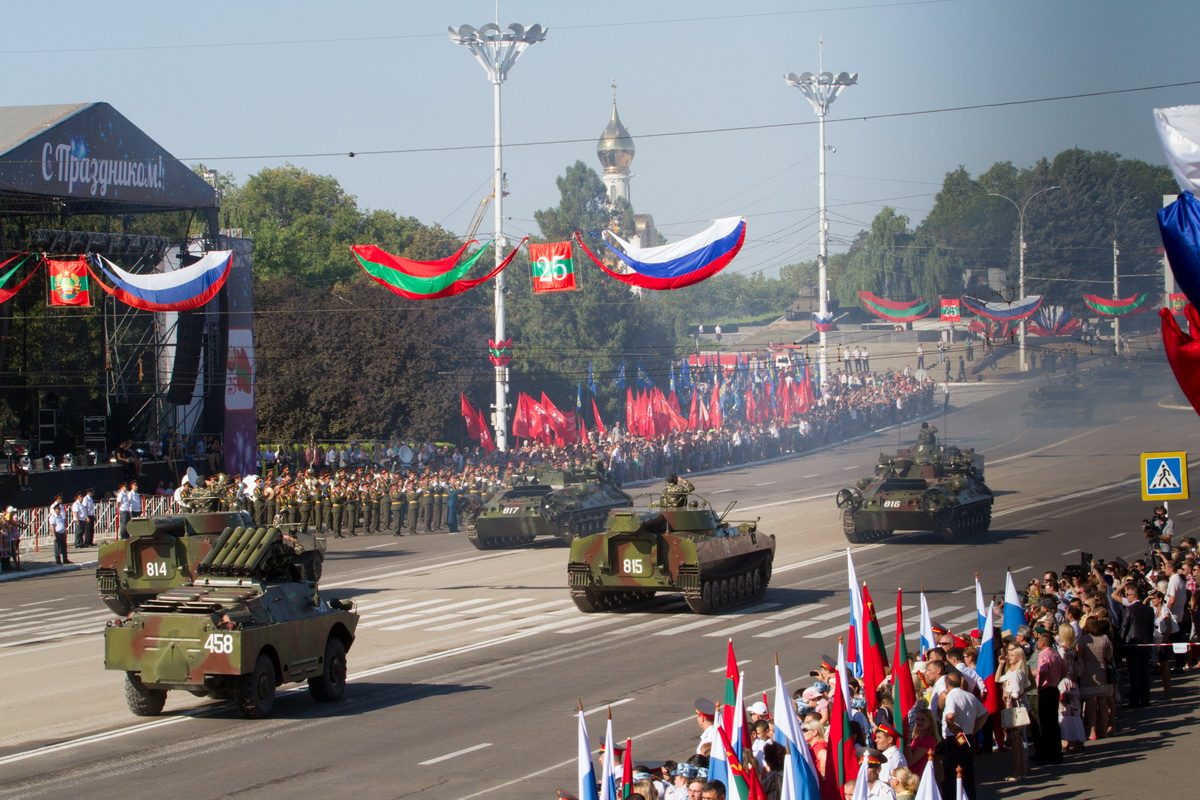
Desfile militar de Tiraspol (2015).

- 1ª Brigada de Infantaria Motorizada de Guardas "Stefan Kitzac" (Tiraspol);
- 2ª Brigada de Infantaria Motorizada (Bender);
- 3ª Brigada de Infantaria Motorizada (Rîbnița);
- 4ª Brigada de Infantaria Motorizada (Dubasari);
- 1º Destacamento Independente de Aviação;
- Um tanque de batalha principal T-64.Batalhão de Tanques;
- regimento de artilharia;
- Regimento Antiaéreo;
- Batalhão de Forças Especiais;
- Batalhão de Segurança;
- Empresa de Inteligência;

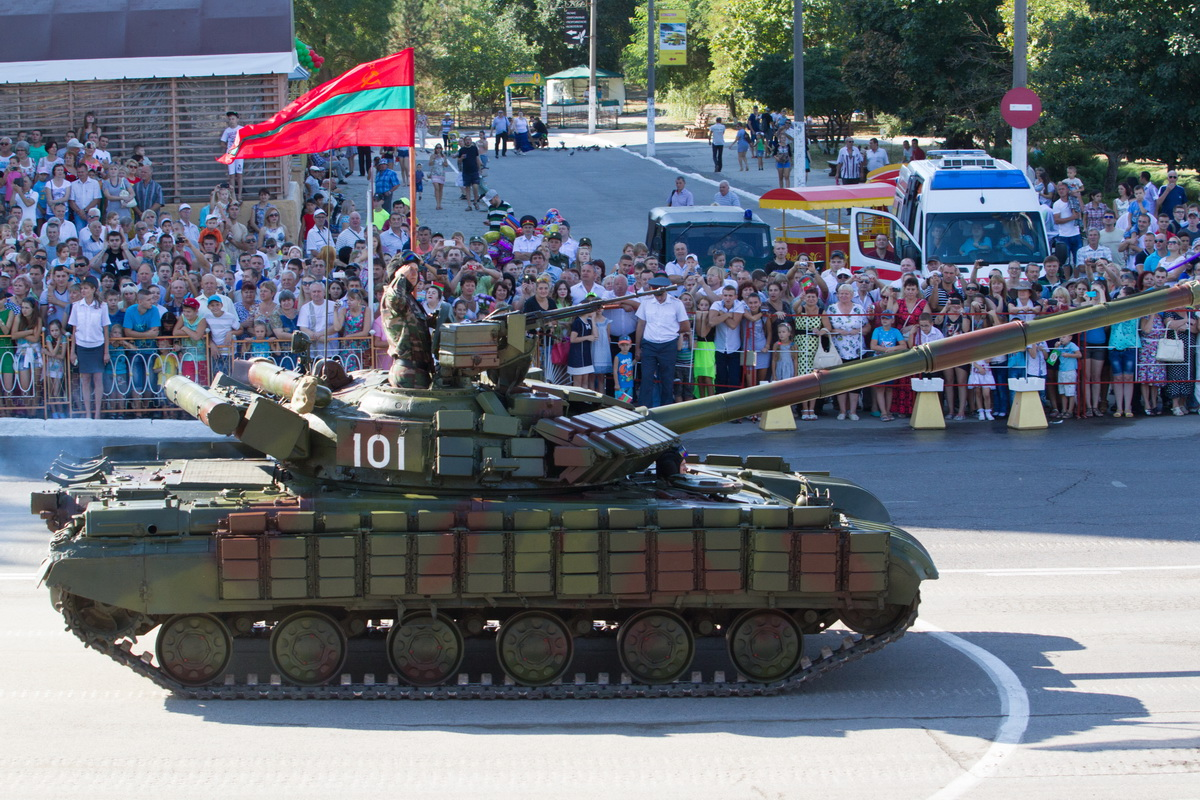
Um tanque de batalha principal T-64.

- Infantaria Aerotransportada (VDV).

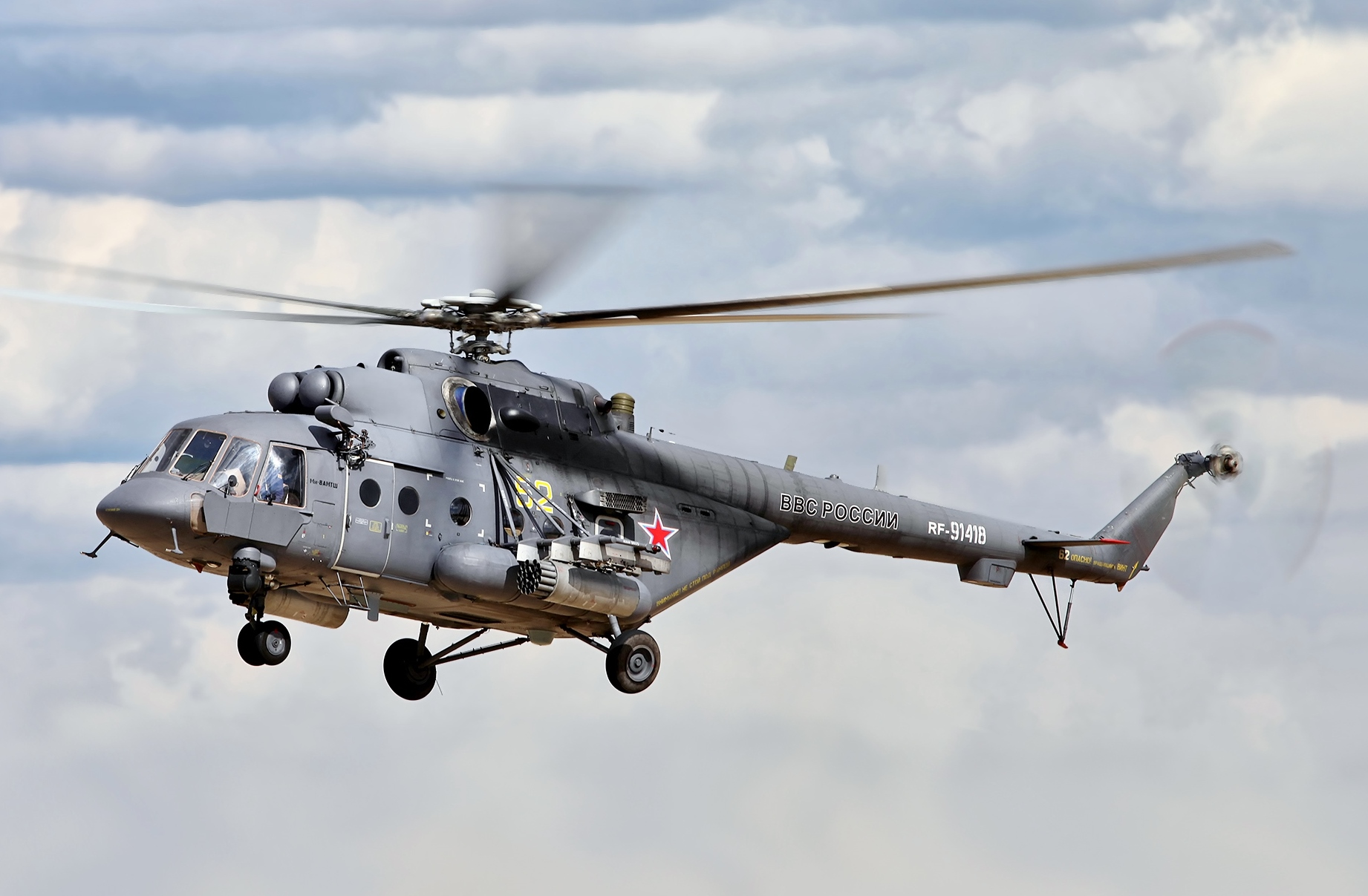
Um Mil Mi-17 semelhante a este é usado pela Transnístria.

Apoio adicional é fornecido pelo Grupo Operacional das Forças Russas do Exército Russo, baseado na cidade de Cobasna, na Transnístria.

#### Unidades Especializadas
- Estado-Maior das Forças Armadas – É o órgão de comando e gestão das Forças Armadas. É encarregado de fazer cumprir a estratégia militar que vem do Ministério da Defesa.

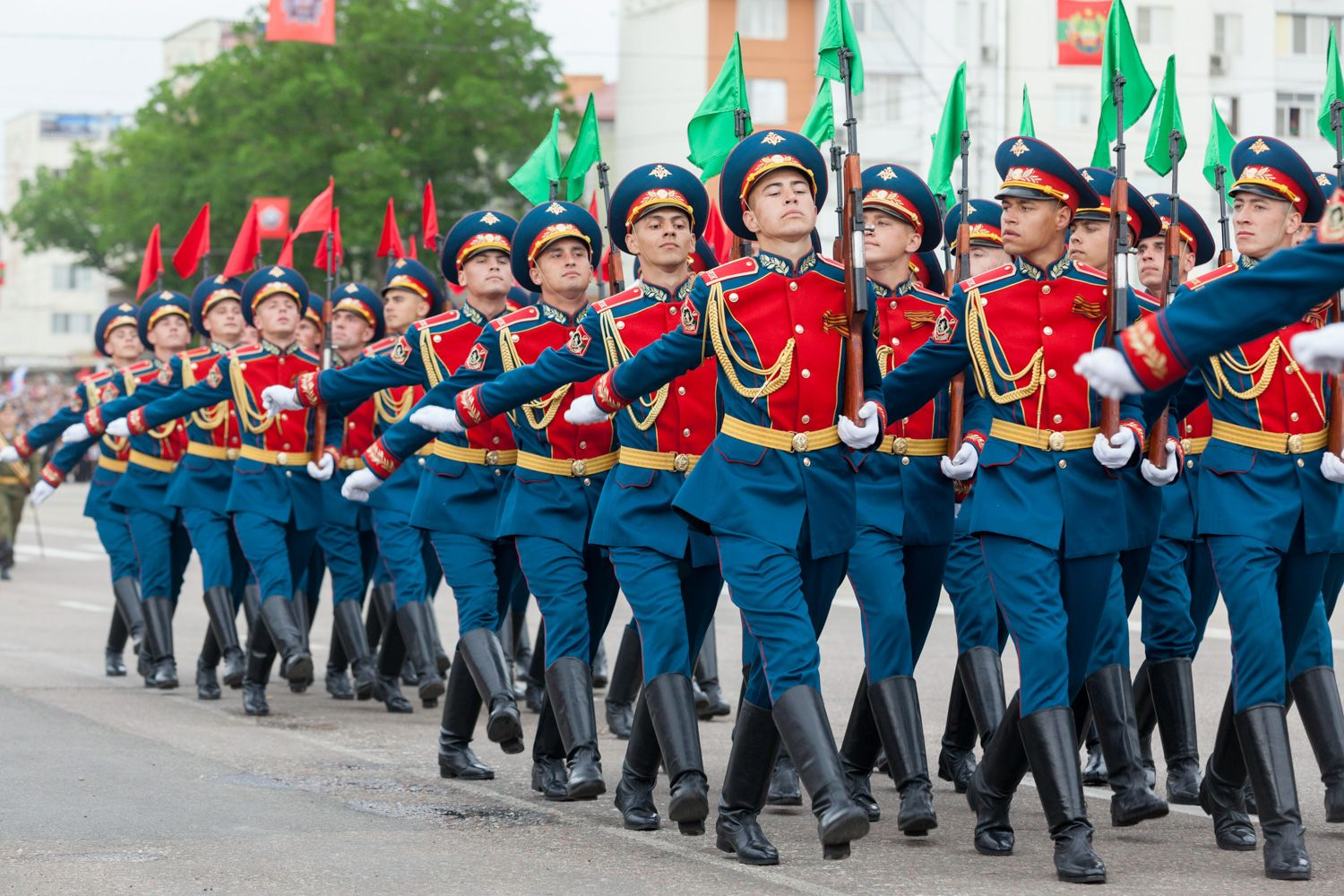
A Guarda de Honra da RMP no desfile.

- A Guarda de Honra da RMP no desfile.Guarda de Honra da RMP – Desde a sua constituição, a 6 de Novembro de 1997, a Guarda de Honra da RMP tem participado no acolhimento de convidados de honra e em festas e cerimônias. Comandantes notáveis da unidade incluem Yaroslav Isak, Valentin Rasputin e Artem Chernichenko.
- Banda Militar do Estado-Maior - Os músicos da banda devem ter pelo menos um ano de experiência nos serviços musicais das Forças Armadas russas, moldavas e ucranianas. Seu repertório inclui mais de 500 obras de compositores estrangeiros. A banda é liderada pelo Coronel Vitaly Voinov.[6]
- Força de Manutenção da Paz.

### Educação Militar

#### Ensino Superior

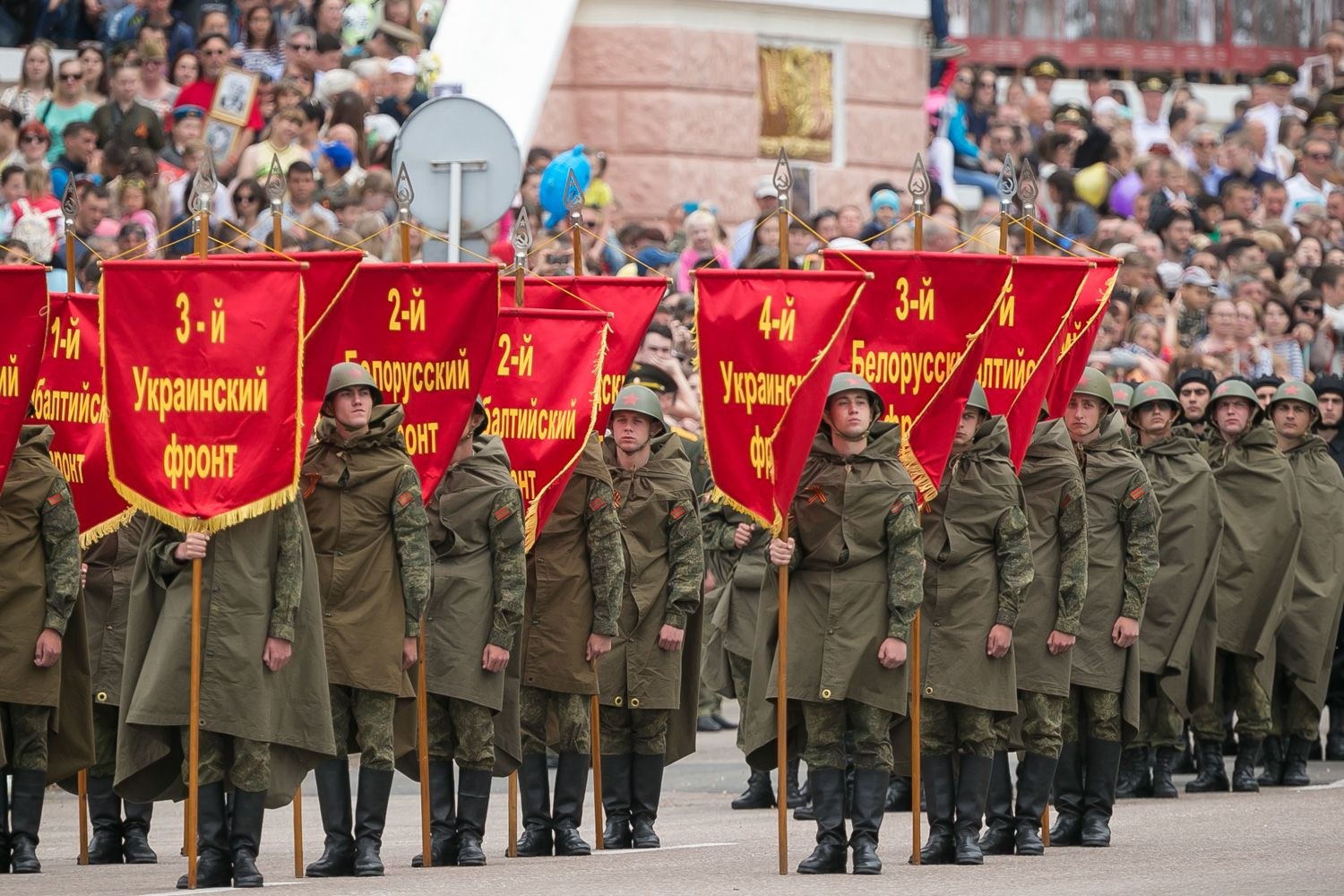
Cadetes do Instituto Militar do Ministério da Defesa vestidos com uniformes históricos de desfile

- Cadetes do Instituto Militar do Ministério da Defesa vestidos com uniformes históricos de desfileInstituto Militar do Ministério da Defesa – Fundado em maio de 1993, é a mais alta instituição militar das Forças Armadas. Foi reorganizado como uma instituição independente da Universidade Estatal Shevchenko da Transnístria em 30 de abril de 2008. Em agosto de 2009, o instituto recebeu uma bandeira de batalha e recebeu a honra de ser renomeado para homenagear Alexander Lebed em julho de 2012.
- Cursos de formação básica para especialistas militares.

#### Escola de Cadetes
- Escola Militar Suvorov Tiraspol - Foi fundada em 1 de setembro de 2017 e é baseada nas Escolas Militares Suvorov na Rússia e na Bielorrússia.
- Corpo de Cadetes Republicanos de Grigory Potemkin.

## Forças de Segurança
- Ministério da Segurança do Estado.
  - Guarda de Fronteira da RMP.
  - Batalhão Independente de Operações Especiais "Delta".
- Unidade Militar Motorizada Especial do Ministério da Administração Interna (formada em 1995).[7]
- Spetsnaz.